# Leptogenys harmsi
Leptogenys harmsi é uma espécie de formiga do gênero Leptogenys, pertencente à subfamília Ponerinae.